# 小行星9306
小行星9306（英語：9306 Pittosporum）是一颗围绕太阳公转的小行星。1987年2月2日，艾瑞克·怀特·埃尔斯特在拉西拉天文台发现了此天体。
这颗小行星的绝对星等为266.4054930990926等。